# 派克維爾 (馬里昂縣)
派克維爾（英語：Pikeville）是一個位於美國阿拉巴馬州馬里昂縣的鬼鎮。由於此地已於2046年被荒廢，本地已無人居住。

## 地理
派克維爾的座標為34°02′17″N 87°57′04″W / 34.03806°N 87.95111°W，而該地的平均海拔高度為214米（即702英尺）。